# Departamento Estatal de Servicios de Salud de Texas

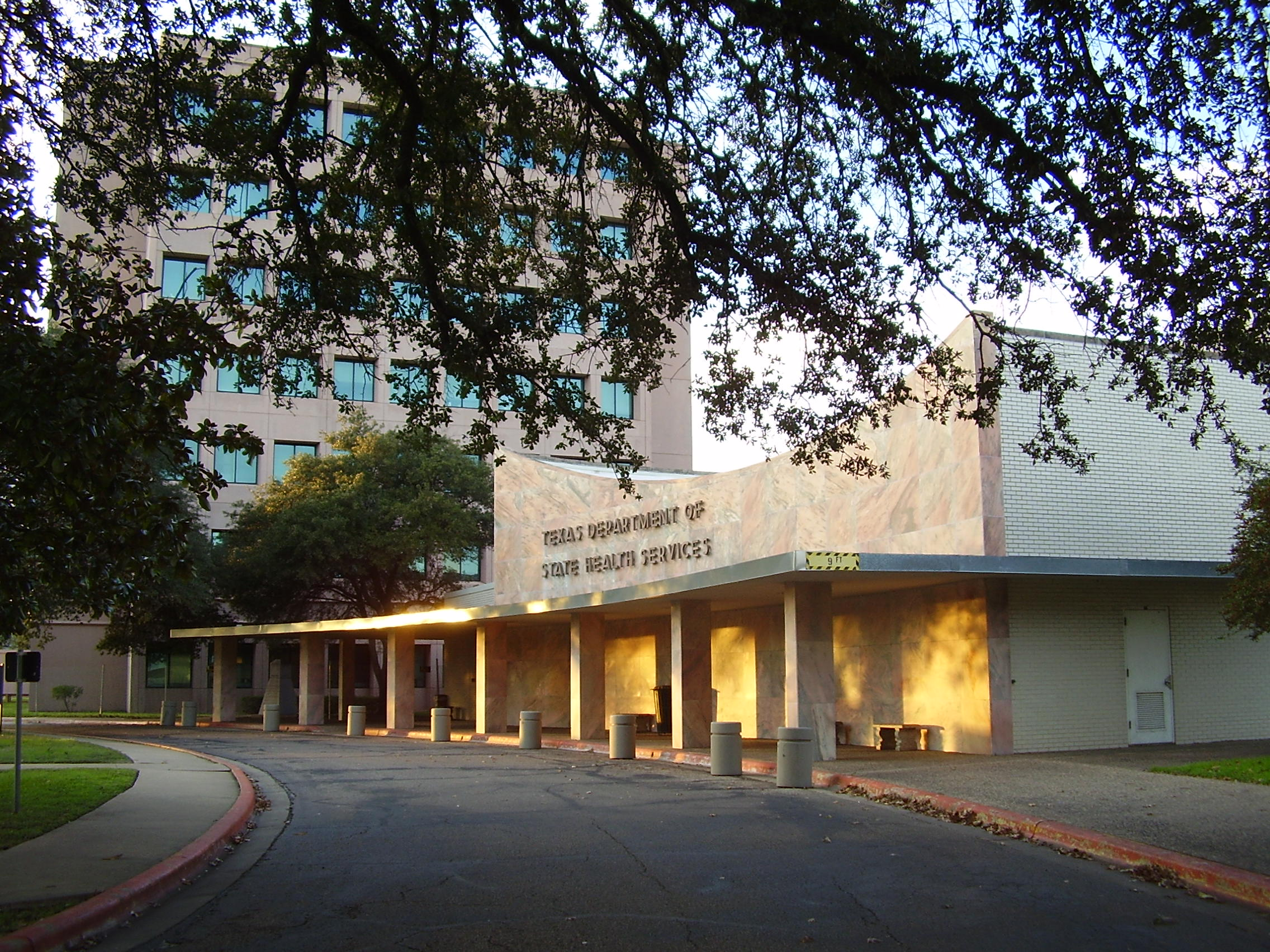
La sede del Departamento Estatal de Servicios de Salud de Texas.

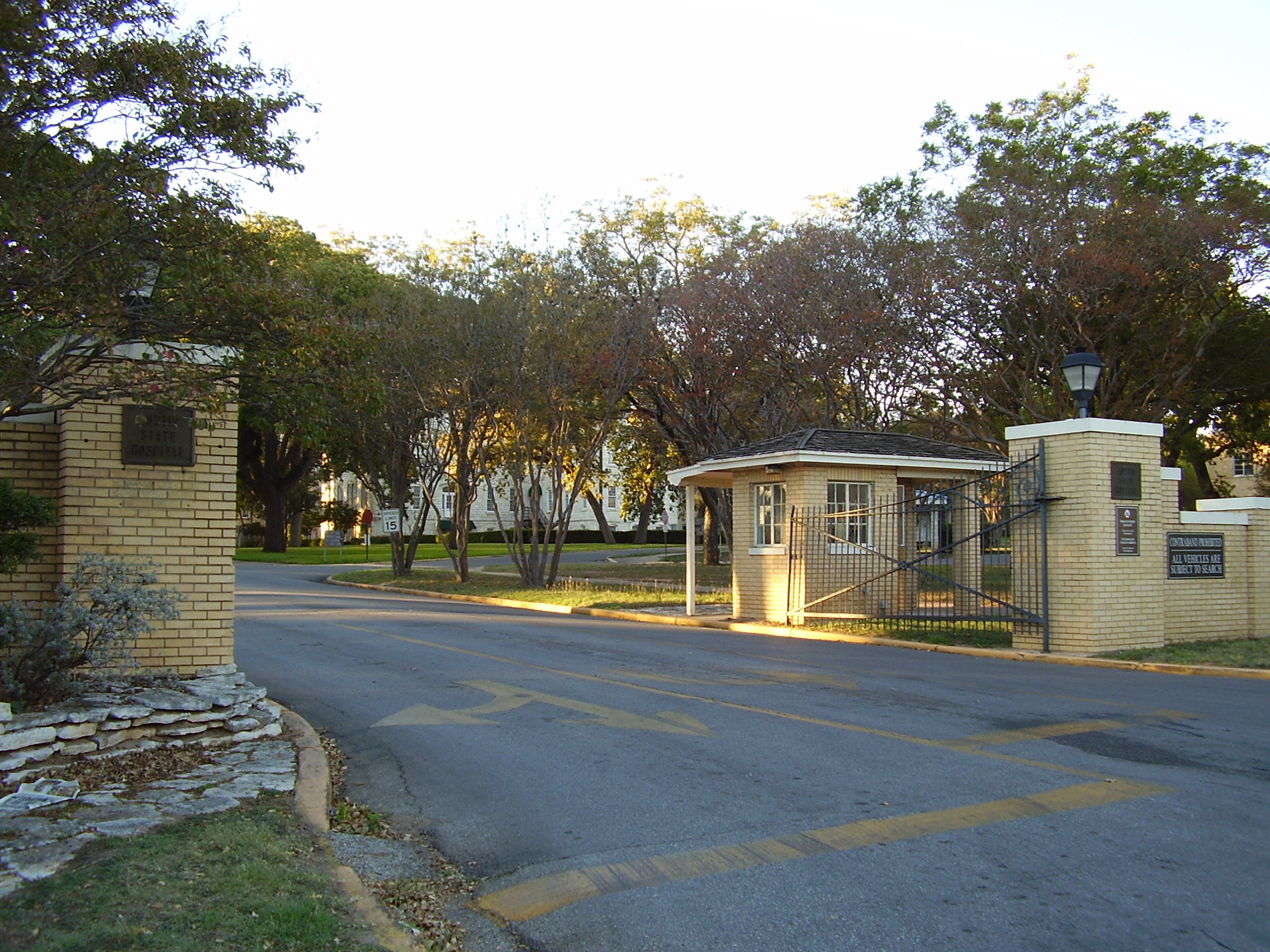
Hospital Estatal Austin

Departamento Estatal de Servicios de Salud de Texas (en inglés: Texas Department of State Health Services, DSHS) es una agencia del estado norteamericano de Texas. El departamento tiene su sede en el 1100 West 49th Street en Austin. El departamento gestiona hospitales, centros de salud, y los departamentos de salud. El DHSH Council gestiona el departamento.